# ايمانويل (ملحن)
ايمانويل (بالإسبانية: Emmanuel)‏ هو ملحن وعازف بيانو ومغني مكسيكي، ولد في 16 أبريل 1955 في مدينة مكسيكو في المكسيك.

## وصلات خارجية
- الموقع الرسمي
- ايمانويل على موقع ميوزك برينز (الإنجليزية)
- ايمانويل على موقع أول ميوزيك (الإنجليزية)
- ايمانويل على موقع ديسكوغز (الإنجليزية)